# Mai diguis el seu nom
The Bye Bye Man és una pel·lícula de terror sobrenatural estatunidenca del 2017 dirigida per Stacy Title (en la seva última pel·lícula dirigida abans de la seva mort) i escrita per Jonathan Penner, basada en el capítol "The Bridge to Body Island" del llibre de Robert Damon Schneck The President's Vampire. La pel·lícula és protagonitzada per Douglas Smith, Lucien Laviscount, Cressida Bonas, Doug Jones, Carrie-Anne Moss, Faye Dunaway i Jenna Kanell.
El rodatge principal va començar el 2 de novembre de 2015 a Cleveland, Ohio. STXfilms va estrenar la pel·lícula el 13 de gener de 2017. La pel·lícula va rebre crítiques negatives, però va recaptar 29,9 milions de dòlars a tot el món amb un pressupost de 6,2 a 7,4 milions de dòlars, i va ser l'última pel·lícula dirigida per Stacy Title, que va morir el gener de 2021 a causa de l'ELA.

## Trama
El 1969, es produeix un tiroteig massiu a Madison, Wisconsin, durant el qual un home mata persones al seu carrer. Mentre dispara als veïns, pregunta contínuament si algú ha dit "el nom" que no es pot dir. Repeteix una vegada i una altra: "No ho diguis, no ho pensis; no ho pensis, no ho diguis".
Avui dia, Elliot, la seva xicota, Sasha, i el seu amic, John, es muden a una casa a prop de la seva universitat. Comencen a passar coses estranyes, com ara que Elliot troba monedes a la tauleta de nit, monedes que no paren de tornar a aparèixer, i un escrit que diu "no ho pensis, no ho diguis" amb un nom: l'home dels adeus. Durant una sessió amb la seva amiga Kim, es menciona el nom.
La Sasha emmalalteix, mentre que l'Elliot i en John comencen a tenir al·lucinacions. Una bibliotecària mostra a l'Elliot un dossier sobre l'home dels adeus. Un adolescent va matar la seva família i va dir a un periodista que l'home dels adeus el va obligar a fer-ho. El mateix periodista es va convertir més tard en un tirador en massa el 1969. La Kim és atropellada per un tren i mor. La seva nota de suïcidi revela que va matar el seu company de pis i que tenia previst matar l'Elliot, la Sasha i en John.
Elliot visita la vídua del periodista, que li revela que la maledicció causa bogeria, al·lucinacions i després la mort. L'única manera d'evitar-ho és no pensar en el seu nom ni parlar d'ell. Si algú ja ho sap, ha de ser assassinat. La bibliotecària és atropellada accidentalment pel cotxe d'Elliot després que ella mati tothom a casa seva, després que ell fos el següent objectiu.
Elliot troba John apunyalant Sasha i li dispara, només per adonar-se que Sasha estava apunyalant John. L'home dels adeus apareix i Elliot al·lucina. Manté allunyats el seu germà Virgil i la seva filla, Alice, prou temps perquè pugui suïcidar-se amb una pistola.
Mentre torna a casa cavalcant, l'Alice revela que ha trobat les monedes de la tauleta de nit, juntament amb l'escriptura, però no ho ha pogut llegir a les fosques. El detectiu Shaw arriba a l'escena, on descobreixen que en John és viu. Aleshores, en John xiuxiueja el nom a en Shaw, cosa que permet que la maledicció de l'home dels adeus es torni a estendre.

## Repartiment
- Douglas Smith com a Elliot[1]
- Lucien Laviscount com a John[1]
- Cressida Bonas com a Sasha[1]
- Michael Trucco com a Virgili[2]
- Doug Jones com l'home dels adéus[1]
- Carrie-Anne Moss com a detectiu Shaw[3]
- Faye Dunaway com a vídua Redmon
  - Keelin Woodell com a la jove vídua Redmon
- Jenna Kanell com a Kim Hines[3]
- Erica Tremblay com a Alice[3]
- Cleo King com a Sra. Watkins[3]
- Leigh Whannell com a Larry
- Jonathan Penner com a Sr. Daizy

L'11 de setembre de 2014, TWC-Dimension va adquirir els drets de distribució mundial de la pel·lícula de thriller sobrenatural The Bye Bye Man, que aleshores estava en marxa. Jonathan Penner va adaptar el guió de "The Bridge to Body Island", un capítol del llibre de no-ficció de Robert Damon Schneck The President's Vampire (Anomalist Books 2005; més tard rebatejat com The Bye-Bye Man and Other Strange-But-True Tales quan va ser reimprès per Penguin-Random House el 2016.) "The Bridge to Body Island" explica una història suposadament real relacionada amb Schneck. La història tracta d'un grup d'amics que van utilitzar una Ouija per obtenir la història d'un misteriós assassí sobrenatural de Louisiana conegut com a "Bye-Bye Man". Suposadament, l'assassí pot ser invocat involuntàriament dient o fins i tot pensant el seu nom. El grup d'amics va afirmar que van començar a experimentar esdeveniments estranys després de rebre aquesta història de la Ouija.
Stacy Title va dirigir la pel·lícula, produïda per Intrepid Pictures juntament amb el seu fundador, Trevor Macy. El 23 de juny de 2015, Los Angeles Media Fund es va unir per finançar i coproduir la pel·lícula. Jeffrey Soros i Simon Horsman també van produir la pel·lícula a través de LAMF. El 4 de novembre de 2015, STX Entertainment va adquirir els drets de distribució mundial de la pel·lícula i també la va cofinançar. David Prior també va adaptar el llibre, juntament amb Penner. Melinda Nishioka va ser coproductora.
El rodatge principal de la pel·lícula va començar el 2 de novembre de 2015 a Cleveland, Ohio, i va acabar l'11 de desembre de 2015.
Els germans Newton van compondre la música de la pel·lícula. Sony Classical Records ha publicat la banda sonora amb una interpretació dels compositors i Richard Patrick.

## Publicació
The Bye Bye Man es va estrenar el 13 de gener de 2017. Originalment, s'havia programat per al 14 d'octubre de 2016, abans de ser avançat al 3 de juny de 2016 i posteriorment al 9 de desembre de 2016.

## Recepció

### Taquilla
The Bye Bye Man va recaptar 22,4 milions de dòlars als Estats Units i al Canadà i 4,3 milions de dòlars en altres territoris, per a un total mundial de 26,7 milions de dòlars, amb un pressupost de producció de 7,4 milions de dòlars.
A Amèrica del Nord, la pel·lícula es va estrenar juntament amb les estrenes de Monster Trucks i Sleepless, així com les estrenes de Silence, Patriots Day i Live by Night, i s'esperava que recaptés uns 10 milions de dòlars en 2.220 cinemes durant el seu primer cap de setmana. Va acabar estrenant-se amb 13,2 milions de dòlars, superant les expectatives i ocupant la quarta posició a taquilla.

### Resposta crítica
Al lloc web agregador de crítiques Rotten Tomatoes, la pel·lícula té una qualificació d'aprovació del 18% basada en 92 crítiques i una puntuació mitjana de 3,70/10. El consens crític del lloc web diu:" The Bye Bye Man barreja maldestrament elements de millors pel·lícules de terror, donant lloc a un esforç derivat tan poc original com coherent narrativa o ensurts satisfactoris". A Metacritic, la pel·lícula té una puntuació de 37 sobre 100 basada en 22 crítics, cosa que indica "crítiques generalment desfavorables". El públic enquestat per CinemaScore va donar a la pel·lícula una nota mitjana de "C" en una escala d'A+ a F.
AA Dowd, de The AV Club, va dir: "arruïnament general, aquesta també és una pel·lícula inusualment, de vegades increïblement inepta; des de la seva actuació fins al seu guió i la majoria dels seus aspectes tècnics, sembla que amb prou feines és apta per a la pantalla gran. The Bye Bye Man és tan dolenta, de fet, que millora retroactivament el terror mitjà de Hollywood al qual tindria sort d'assemblar-se millor". Kalyn Corrigan, escrivint per a Bloody Disgusting, va dir que la pel·lícula tenia "personatges mal desenvolupats", una "mitologia confusa" i un "muntatge terriblement deficient", donant finalment a la pel·lícula una qualificació de 2/5. Jake Dee, de JoBlo.com, va dir que "en una sala plena d'uns 200 espectadors, la pel·lícula va provocar moltes més rialles auditives que exclamacions aterrides", i li va atorgar una qualificació de 3/10.